# Bryum erythrophyllum
Bryum erythrophyllum là một loài rêu trong họ Bryaceae. Loài này được Kindb. mô tả khoa học đầu tiên năm 1892.